# Abrocoma famatina
Abrocoma famatina es una especie de roedor de la familia Abrocomidae.

## Distribución geográfica
Se encuentra sólo en Argentina.